# Robert Jephson
Robert Jephson (1736/37 – 31 mai 1803), est un dramaturge et un homme politique irlandais.

## Biographie
Robert Jephson naît en Irlande en 1736/37. Il est le fils de l'archidiacre John Jephson. Après avoir servi quelques années dans l'armée britannique, il en part avec le grade de capitaine, et vit en Angleterre où il est l'ami de David Garrick, Joshua Reynolds, Oliver Goldsmith, Samuel Johnson, Edmund Burke, Charles Burney et Charles Townshend. Sa nomination comme master of the horse (responsable des écuries) auprès du lord-lieutenant d'Irlande le ramène à Dublin.
Il publie, dans le journal Mercury, une série d'articles qui prennent la défense de la gestion du lord-lieutenant, articles qui seront ensuite réunis dans un livre sous le titre de The Bachelor, or Speculations of Jeoffry Wagstaffe (Le célibataire, ou Spéculations de Jeoffry Wagstaffe). Une pension de 300 livres, qui sera plus tard doublée, lui est attribuée, et il conserva sa fonction sous douze vice-rois successifs.
À partir de 1775, il se met à écrire des pièces. On compte parmi d'autres sa tragédie, Braganza, qui est jouée avec succès à Drury Lane en 1775, puis Conspiracy en 1796[réf. nécessaire], The Law of Lombardy en 1779 et le Count of Narbonne donné à Covent Garden en 1781, sans oublier sa pièce Julia, or the Italian Lover, sa tragédie de 1787.
En 1794, il publie un poème héroïque, Roman Portraits, et The Confessions of Jacques Baptiste Couteau, une satire sur les excès de la Révolution française.
En 1773, il entre à la Irish House of Commons, la Chambre des Députés irlandaise, et siège au Parlement irlandais jusqu'en 1776, comme député de St Johnstown (comté de Longford). Entre 1777 et 1783, il siège comme membre du Parlement comme député d'Old Leighlin, puis représente Granard de 1783 à 1790.
Il meurt à Blackrock, près de Dublin.